# أبو الطيب بن غلبون
أبو الطيّب ‌بن غَلْبُون (339 - 389 هـ = 921 - 999 م) الحلبي المقرئ الشافعي صاحب كتاب الإرشاد في القراءات السبع ووالد أبي الحسن مؤلف كتاب التذكرة في القراءات الثمان: أديب، عالم بالقرآن ومعانيه، له شعر جيد، ولد في حلب، وسكن مصر وتوفي بها.

## اسمه وولادته
هو أبو الطيب ‌عبد ‌المنعم ‌بن ‌عبيد ‌الله ‌بن ‌غلبون بن المبارك، الحلبي نزيل مصر المقرئ الشافعي، المحقق.
ولد ليلة الجمعة لاثنتي عشرة ليلة خلت من رجب سنة تسع وثلاثمائة بحلب وانتقل إلى مصر فسكتها.

## شيوخه
قرأ عَلَى أبي الحسن مُحَمَّد بْن جَعْفَر بن المستفاض الفِرْيابي، وأبي سهل صالح بن إدريس، ونجم بن بُدير، ونصر بن يوسف المجاهدي، وإِبْرَاهِيم بْن عَبْد الرزاق الأنطاكي، وأبي الحسن عليّ بن محمد المكي، ونظيف بْن عَبْد الله صاحب قُنْبُل، وأبي بكر محمد بن الحُسين النحوي، وغيرهم.
وأكبر شيوخه الذين تلا عليهم ابن عبد الرزاق.
وقد سمع رواية السُّوسي على جَعْفَر بْن سُلَيْمَان المشحلائي بحلب. قال: حدثنا أبو شعيب السُّوسي.
وسمع قراءة ابن عامر من الْحَسَن بْن حبيب الحَصَائري.
وسمع الحديث من عُبَيْد اللَّه بْن الْحُسَيْن الْأنطاكي، وسليمان بْن مُحَمَّد بْن زويط، وعَدِيّ بْن أحْمَد بْن عَبْد الباقي الْأذَني، وأَحْمَد بْن مُحَمَّد بْن عمارة الدمشقي.

## تلاميذه
قرأ عَلَيْهِ القراءات ابنه طاهر مصنّف التذكرة، والْحَسَن بْن عَبْد اللَّه الصّقلّي، وأبو عمر الطَّلمنكي، والْحَسَن بْن قتيبة الصّقلّي، وأَحْمَد بْن عَلِيّ الرِّيغي، وَأَبُو جَعْفَر أحْمَد بْن عَلِيّ الْأزْدِيّ، ومكّي بْن أَبِي طَالِب القيسي، وَأَبُو الْعَبَّاس بْن نفيس، وأَحْمَد بْن عَلِيّ بْن هاشم تاج الْأئمة، وغيرهم.
وحدّث عَنْهُ عُبَيْد اللَّه بْن أحْمَد بْن السّخت الرّقّي، وأَحْمَد بْن إِبْرَاهِيم بْن كامل الصُّوري، ومُحَمَّد بْن جَعْفَر الميماسي، والْحَسَن بْن إِسْمَاعِيل الضّرّاب.

## كتبه
أشهر كتبه كتاب الإرشاد في معرفة مذاهب القرّاء السّبعة، وشرح أصولهم. وهو من أصول كتاب النشر في القراءات العشر لابن الجزري في رواية ورش والبزي.
وسمع ابن عبد البر الكتاب عن الطلمنكي عن المصنف.
وقد سمع ابن خير الكتاب عن شريح عن أبيه أبي العبّاس أحمد بن عليّ بن هاشم المقرئ عن المصنف.

## ثناء العلماء عليه
قال الذهبي: « قرأ على جماعة كثيرة، وروى الحديث، وكان ثقة محققاً. بعيد الصّيت».
وقال الحافظ الغساني: «كَانَ ثقة خَيَارًا».
وقال أبو عمرو الداني: «كَانَ حافظًا للقراءة ضابطًا، ذا عَفَاف ونُسُك وفضل، وحُسْن تصنيف».
وقال ابن الجزري: «أستاذ ماهر كبير كامل محرر ضابط ثقة خير صالح دين».

## وفاته
توفي يوم الجمعة 7 من جمادى الأولى سنة 389 هـ عن ثمانين سنة.
قَالَ الحبّال: «تُوُفِّي يوم الجمعة لسبعٍ خَلَوْن من جمادى الأولى».
وقال الذهبي: «توفي بمصر، في جمادى الأولى، وله ثمانون سنة».

### البيانات الكاملة للمراجع
- كحالة، عمر رضا (1957). معجم المؤلفين (ط. 1). دمشق: المكتبة العربية.
- الزركلي، خير الدين (2002). الأعلام (ط. 15). بيروت: دار العلم للملايين.
- الذهبي، محمد بن أحمد؛ تحقيق الأرنؤوط، شعيب (1985). سير أعلام النبلاء (ط. 3). بيروت: مؤسسة الرسالة.
- الذهبي، محمد بن أحمد؛ تحقيق معروف، بشار عواد (2003). تاريخ الإسلام وَوَفيات المشاهير وَالأعلام (ط. 1). بيروت: دار الغرب الإسلامي.
- الذهبي، محمد بن أحمد (1997). معرفة القراء الكبار على الطبقات والأعصار (ط. 1). بيروت: دار الكتب العلمية.
- الذهبي، محمد بن أحمد؛ تحقيق زغلول، أبو هاجر محمد السعيد بن بسيوني (2003). العبر في خبر من غبر. بيروت: دار الكتب العلمية.
- ابن الجزري، محمد بن محمد بن يوسف؛ تحقيق برجستراسر، جوتهلف (1932). غاية النهاية في طبقات القراء (ط. 1). القاهرة: مكتبة الخانجي.
- سويد، أيمن رشدي (2007). السلاسل الذهبية بالأسانيد النشرية من شيوخي إلى الحضرة النبوية (ط. 1). جدة: دار نور المكتبات.
- ابن الصلاح، محمد بن خير؛ تحقيق معروف، بشار عواد (2009). فهرسة ابن خير الإشبيلي (ط. 1). تونس: دار الغرب الإسلامي.
- ابن الصلاح، عثمان بن عبد الرحمن؛ تحقيق نجيب، محيي الدين علي (1992). طبقات الفقهاء الشافعية (ط. 1). بيروت: دار البشائر الإسلامية.